# Ulrich von Hassell
Pour les articles homonymes, voir Hassell.
Ulrich von Hassell (12 novembre 1881 à Anklam - 8 septembre 1944 à la prison de Plötzensee) était un diplomate allemand. Membre de la résistance au Troisième Reich et du complot ayant planifié et organisé l'attentat du 20 juillet 1944 contre Adolf Hitler, il fut arrêté et exécuté.

## Biographie

### Jusqu'en 1932
Issu d'une famille noble d'Allemagne du Nord (père officier dans l'armée impériale), il côtoie les plus grandes familles. Il bénéficie d'une très haute éducation de niveau international (université de Lausanne, Berlin, Tübingen). Après des études de droit, il voyage en Chine (Tsingtao) et en Royaume-Uni (Londres). Il est polyglotte : français, anglais, italien, etc., et c'est fort logiquement qu'en 1909, il entre dans le corps diplomatique.
En 1911, il se marie avec Ilse von Tirpitz, la fille du  grand-amiral Alfred von Tirpitz (dont il écrira d'ailleurs une biographie après 1930). La même année, il est nommé vice-consul à Gênes (Italie). En 1914, il entre dans l'armée pour servir son pays. Il est blessé par une balle dans la poitrine, le 8 septembre 1914 (dans la Marne). Inapte au combat, il rejoint l'arrière à Stettin, où il travaille dans le conseil communal. Puis, en 1917, il est promu directeur de l'Association des districts administratifs de Prusse à Berlin. Cette même année, il participe à la fondation avec son beau-père et Ludwig von Kapp du parti de la Mère-Patrie (Vaterlands Partei). À la dissolution de ce dernier avec la paix de 1918, il rejoint les rangs du parti conservateur DNVP, qui est très hostile au traité de Versailles.
Il y occupe d'importantes fonctions. Rejoignant le corps diplomatique, il est en poste à Barcelone (1921-1926), à Copenhague (1926-1930), puis à Belgrade (1930-1932).

### 1932-1938: ambassadeur à Rome
En 1932, il est nommé ambassadeur à Rome, l'apogée de sa carrière. Malheureusement pour lui, cela ne dure pas longtemps. Un an plus tard, Hitler et le parti nazi arrivent au pouvoir. Pour Hassel, c'est le début d'une lutte sans fin pour modérer les volontés hitlériennes et éviter à l'Allemagne la pire catastrophe de son histoire (une seconde guerre mondiale). Pour éviter d'être démis de ses fonctions et de peur qu'un fanatique lui succède à l'ambassade de Rome, il adhère au parti nazi (ceux qui ne le font pas sont automatiquement démis de leurs fonctions).
Jusqu'en 1938, il s'efforce d'empêcher Hitler de briser l'équilibre européen. Toutefois, Hassel ne peut pas grand-chose depuis Rome, les nazis l'ont déjà catalogué comme un membre tiède et les fascistes à Rome se plaignent de cet Allemand qui n'est pas un vrai nazi mais qui est proche du prince Georges de Saxe, qui a renoncé à ses droits dynastiques pour entrer dans la Compagnie de Jésus.
Bien que Galeazzo Ciano, le chef de la diplomatie italienne, demande fréquemment son remplacement, il arrive à se maintenir, grâce au soutien en Allemagne du corps diplomatique (notamment Konstantin von Neurath). Il essaye d'empêcher la signature du pacte anti-Komintern de 1937 entre l'Italie et l'Allemagne puisqu'il redoute que ce pacte, dirigé contre l'URSS, ne précipite la guerre. Avec la réoccupation de la Sarre, la remilitarisation de la Rhénanie et le réarmement allemand, Hassel sent la catastrophe se préciser jour après jour, et en 1938, il ne peut rien contre son limogeage.

### 1938-1944: opposition aux Nazis
Il retourne alors en Allemagne, où les nazis le bannissent de l'administration. Son étiquetage en tant qu'ennemi du régime lui rend difficile de trouver un emploi. Ce n'est qu'en entrant en contact avec d'autres opposants aux nazis qu'il arrive à intégrer une entreprise. Dès lors, il est surveillé par le SD et la Gestapo et reçoit de nombreux avertissements, même de la part de ses amis. Bien qu'ancien ambassadeur, on lui refuse toujours ses visas pour la Suisse (où il voudrait entrer en contact avec les Alliés et où plus tard il aurait aimé fuir). Il continue à fréquenter la haute société noble allemande, qui n'est pas toujours nazie. Il se lie d'amitié avec Carl Goerdeler et d'autres opposants. Il se lamente tous les jours de l'inaction et de la servilité de l'armée allemande.

### L'attentat du 20 juillet 1944 et ses conséquences
Le 20 juillet 1944, le jour de l'attentat manqué contre Hitler, son nom est sur la liste noire. Il est arrêté, torturé sans qu'il parle et enfin emprisonné. Son procès a lieu en septembre 1944. Le tribunal est un simulacre de justice, et l'accusé est condamné d'avance. Malgré cela, il arrive, par son superbe verbe et sa grande connaissance des lois allemandes, à impressionner la foule et même certains magistrats. Cependant, le 8 septembre, c'est sans surprise que le juge nazi Roland Freisler le condamne à mort, et il est exécuté le jour même.
Sa famille eut à pâtir également des répercussions de l'attentat manqué. Son épouse et sa fille aînée, Almuth, seront emprisonnées. Ensuite, le fils, Hans Dieter, qui avait combattu sur le front russe et occupait un poste important en France, réussit à faire commuer leur détention en assignation à résidence, mais il fut emprisonné à la forteresse de Küstrin (Brandebourg) jusqu'à la fin de la guerre. La plus jeune des filles, Fey von Hassel, n'eut pas autant de chance. Elle, qui n'avait jamais quitté l'Italie et s'était mariée à un noble italien entré dans la résistance, Detalmo Pirzio-Biroli, fut arrêtée avec ses deux fils et envoyée en camps de concentration. Elle racontera son calvaire dans Les jours sombres. Tous finiront par sortir de la guerre sains et saufs.

## Œuvre posthume
- Journal d'un conjuré 1938-1944, Paris, 1996. Papiers et notes rassemblés et publiés par le fils, Hans Dieter, après 1945.